# العلاقات الزامبية الكوبية
العلاقات الزامبية الكوبية هي العلاقات الثنائية التي تجمع بين زامبيا وكوبا.

## مقارنة بين البلدين
هذه مقارنة عامة ومرجعية للدولتين:
| وجه المقارنة                                              | زامبيا                         | كوبا                              |
| --------------------------------------------------------- | ------------------------------ | --------------------------------- |
| المساحة (كم2)                                             | 752.62 ألف                     | 109.88 ألف                        |
| عدد السكان (نسمة)                                         | 17.09 مليون                    | 11.48 مليون                       |
| الكثافة السكانية (ن./كم²)                                 | 22.71                          | 104.48                            |
| العاصمة                                                   | لوساكا                         | هافانا                            |
| اللغة الرسمية                                             | لغة إنجليزية                   | اللغة الإسبانية                   |
| العملة                                                    | كواشا زامبي، كواشا زامبي قديم ‏ | بيزو كوبي، بيزو كوبي قابل للتحويل |
| الناتج المحلي الإجمالي (بليون دولار)                      | 25.81 مليار                    | 87.13 مليار                       |
| الناتج المحلي الإجمالي (تعادل القوة الشرائية) بليون دولار | 62.18 مليار                    |                                   |
| الناتج المحلي الإجمالي الاسمي للفرد دولار أمريكي          | 1.30 ألف                       |                                   |
| الناتج المحلي الإجمالي للفرد دولار أمريكي                 | 3.90 ألف                       |                                   |
| مؤشر التنمية البشرية                                      | 0.586                          | 0.769                             |
| رمز المكالمات الدولي                                      | +260                           | +53                               |
| رمز الإنترنت                                              | .zm                            | .cu                               |
| المنطقة الزمنية                                           | ت ع م+02:00                    | 00                                |

## منظمات دولية مشتركة
يشترك البلدان في عضوية مجموعة من المنظمات الدولية، منها:
| علم المنظمة | اسم المنظمة                                 | تاريخ انضمام زامبيا | تاريخ انضمام كوبا |
| ----------- | ------------------------------------------- | ------------------- | ----------------- |
|             | يونسكو                                      | 9 نوفمبر 1964       | 29 أغسطس 1947     |
|             | منظمة حظر الأسلحة الكيميائية                | ?                   | ?                 |
|             | منظمة التجارة العالمية                      | ?                   | ?                 |
|             | الاتحاد البريدي العالمي                     | ?                   | ?                 |
|             | منظمة الشرطة الجنائية الدولية               | ?                   | ?                 |
|             | الأمم المتحدة                               | 1 ديسمبر 1964       | 24 أكتوبر 1945    |
|             | الاتحاد الدولي للاتصالات                    | 23 أغسطس 1965       | 16 يناير 1918     |
|             | مجموعة دول أفريقيا والكاريبي والمحيط الهادئ | ?                   | ?                 |

## وصلات خارجية
- موقع وزارة الخارجية الكوبية